# أستيرويد أوس
أستيرويد أوس هو نظام تشغيل مفتوح المصدر مصمم للعمل على الساعات الذكية. وهو متاح كحزمة بديلة لبعض أجهزة الساعات التي تعمل على اندرويد وير.
تم بناء أستيرويد أوس كتوزيعة لينكس باستخدام «OpenEmbedded». وتعمل على نواة لينكس ومدير خدمات النظام «سيستم دي». ويملك نظام أسيرويد أوس «برمجيات وسيطة» للعمل مع الأجهزة المحمولة تم تطويرها بواسطة «Mer» و«Nemo» مثل ليبستيك و MCE.

## البرامج المرفقة
اعتبارا من الإصدار 1.0, التطبيقات التالية شحن المثبتة مسبقا بشكل افتراضي في AsteroidOS:
- جدول الأعمال: جدولة للأعمال
- ساعة منبه: تجعل الساعة هزازة في وقت معين
- آلة حاسبة: للعمليات الحسابية الأساسية
- الموسيقى:  مزامنة وتشغيل الموسيقى
- الإعدادات: لضبط خصائص الجهاز
- ساعة توقيت: تقيس الوقت المنقضي خلال مدة معينة
- الموقت: للعد التنازلي لزمن محدد
- الطقس: يوفر توقعات الطقس لمدة خمسة أيام